# Nationale Bibliotheek van Luxemburg
De Nationale Bibliotheek van Luxemburg (Frans: Bibliothèque nationale de Luxembourg (BnL), Luxemburgs: Lëtzebuerger Nationalbibliothéik, Duits: Nationalbibliothek Luxemburg) is de nationale bibliotheek en grootste bibliotheek van Luxemburg, gesitueerd in hoofdstad Luxemburg.
 De bibliotheek is een van de culturele overheidsinstellingen in het groothertogdom.
Deze bibliotheek is in 1798 gesticht door Franse autoriteiten en in 1848 door de Luxemburgse regering overgenomen. De naam Nationale Bibliotheek is van 1899.
De bibliotheek is gehuisvest direct naast de Kathedraal van Luxemburg. In 2019 verhuisde de bibliotheek naar een nieuw gebouw in de wijk Kirchberg.